# Подгорновці
Подгорновці — секта, що виникла в останній чверті XIX століття в Харківській губернії Російської імперії. Переконання подгорновців багато в чому схожі з переконаннями хлистів. Засновником секти є селянин с. Тростянець Охтирського повіту Харківської губернії Василь Карпович Підгорний (1831-?).

## Заснування секти
У м. Богодухові, в якому у нього була власна земельна ділянка, Василь Карпович Підгорний спершу влаштував богадільню, яку незабаром звернув у жіночу громаду, а в подальшому, в 1893 році присвоїв їй статус жіночого монастиря.
Через деякий час Підгорний відправляється в паломництво на Афон, повернувшись з якого починає переконувати оточуючих у тому, що ним на Афоні прийнято чернецтво з ім'ям Стефана, а також пройдено посвяту в ієрейський сан. На доказ Підгорний мав у себе священичі ризи, напрестольний хрест і Євангеліє, а також безліч богослужбових книг.
Через деякий час, після повернення з Афону, Подгорним в різних місцях Харківської губернії були засновані громади, в які набиралися виключно молоді дівчата, для яких Підгорний вводив монастирський устрій життя з спільною молитвою, загальним столом і денними спільними заняттями.
Вночі, особливо перед неділею та святковими днями, в кожній громаді влаштовувалися таємні збори, під час яких Підгорний, під приводом богоугодних цілей сексуально розбещував дівчат, що було доведено проведеними згодом слідством.

## Розкриття діяльності секти
Після розкриття діяльності Підгорного і проведення дізнання Священним Синодом, він був поміщений в суздальський Спасо-Євфиміїв монастир. Проте навіть після переведення в монастир Підгорний продовжував керувати своєю сектою і чинив вплив як на своїх існуючих однодумців, що до того часу досягли значної кількості, так і на традиційно православних віруючих. Вчення Підгорного через деякий час дійшло навіть до Курської губернії.
Своє керівництво сектою і поширення ідей Підгорний проводив за допомогою листування, яке передавав своїй дружині і двом дочкам, що знімали квартиру неподалік від монастиря, у якому був закритий  Підгорний. В даній квартирі також зупинялися численні шанувальники Підгорного, які приїжджали до нього на «паломництво».
Через деякий час, завдяки подібним діям Підгорного секта склалася в численну і досить міцну організовану секту.

## Основні постулати секти
Згідно з вченням подгорновцев, шлюб є чимось нечистим і ганебним, а дотримання жіночої цнотливості є гординею перед Богом і людьми. Виходячи з цього жінка повинна вступати в сексуальний зв'язок з будь-яким чоловіком, який того забажає. Подібну поведінку жінки подгорновці пояснювали як особливий вид послуху, без якого неможливе спасіння.

## Закінчення діяльності
У 1903 р. Підгорному було надано право повернутися на малу батьківщину, оскільки нічого сектантського в ньому більше не вбачалося. Однак Підгорний вирішив залишитися в монастирі, прийнявши чернецтво під іменем Стефана.
У 1913 році, за свідченням Бонч-Бруєвича, налічувалося близько 60 тисяч послідовників Підгорного, якому до того часу вже виповнилося 82 роки.
Згодом багато подгорновців, втративши свого лідера, згодом також відмовилися від своїх переконань, однак секта ще продовжувала існувати до 20-х років XX століття.

## Діяльність Підгорного в радянський час
Про існування секти після двадцятих років відомостей майже немає, однак збереглися документи ГПУ про антирадянську діяльність якогось Василя Підгорного, що закликає односельчан села Тростянець до того, що «в колгоспи вступати не можна, бо вони безбожні...»
. Однак той це Василь Підгірний або ж просто його повний тезка — невідомо.
Громади «підгорновців» служили об'єктами оперативного моніторингу НКДБ УРСР в період окупації і після звільнення території республіки, про що свідчить положення директиви №1328 / с від 22 липня 1944 р наркома держбезпеки УРСР Сергія Савченко: «За наявними у НКДБ УРСР відомостями, на території областей України існують "дикі" парафії, нелегальні монастирі та скити Православної церкви, які не підпорядковані Московській патріархії і вважають себе "Істинно-Православною церквою" на тій підставі, що керівники патріархії "продався "радянській владі». У директиві вказувалося, що в Харківській області і на Донбасі поширення набули «підгорновці», а в Херсонській області - «прокопівці», які відмовляються від підпорядкування архієреям Московського патріархату.